# Ctenus lacertus
Ctenus lacertus là một loài nhện trong họ Ctenidae.
Loài này thuộc chi Ctenus. Ctenus lacertus được Pierre L. G. Benoit miêu tả năm 1979.